# Chaoyang Gou
Chaoyang Gou (chinesisch 朝阳溝 ‚Sonnendurchfluteter Graben‘) ist ein 40 km langer, verschneiter und gewundener Graben im ostantarktischen Prinzessin-Elisabeth-Land. Er liegt in nord-südlicher Ausdehnung südlich der Larsemann Hills.
Chinesische Wissenschaftler benannten ihn 1993 im Zuge von Satellitenvermessungen und Kartierungsarbeiten.